# 中国—突尼斯关系
中国—突尼斯关系（阿拉伯语：‎），是指歷史上的中國和突尼斯、以至現在中華人民共和國與突尼斯共和國之間的雙邊關係。中華人民共和國在1964年1月和突尼西亞建交，目前被認為是突尼西亞在亞洲的主要經貿夥伴。

## 歷史

### 古代
南宋書籍《諸蕃志》提及了一個名為「毗喏耶」的國家，又介紹了當地的特產:115；根據宋朝史籍的記載，有來自「毗喏耶」的商人在中國出售香辛料。有些學者指，「毗喏耶」位於今突尼斯至利比亞一帶；也有學者認為，這個「毗喏耶」位於今利比亞、突尼斯和阿爾及利亞的沿海地區:115。

### 現代

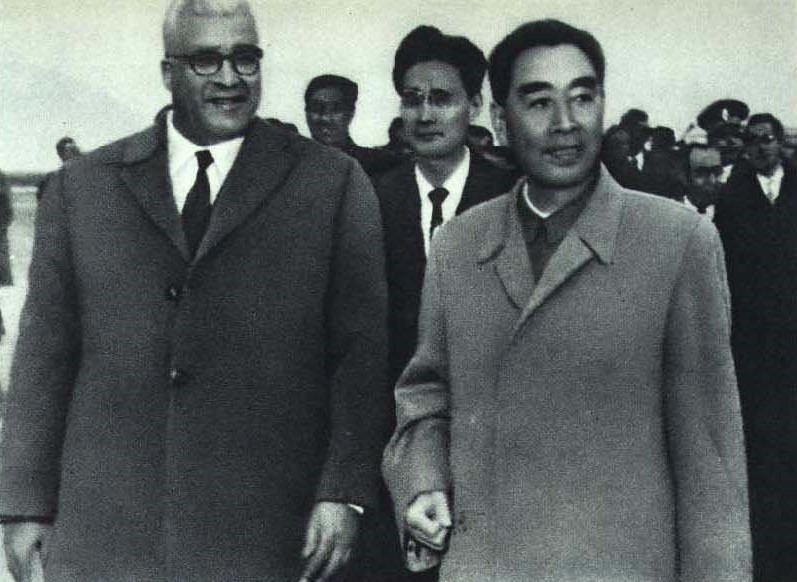
1964年1月9日，中华人民共和国总理周恩来访问突尼斯

突尼斯曾是法国的保护地，於1956年3月20日正式独立；在此之前，時任中華人民共和國总理周恩来曾在1955年舉行的萬隆會議上發言，對突尼斯人争取自决和独立表示支持:292。突尼斯立國後，周恩来在同年4月4日致电突尼斯王国的首相，热烈祝贺突尼斯独立:292；其後，突尼斯方面邀請周恩来訪問當地:9。布爾吉巴和周恩来舉行會談，雙方出現意見分歧；布爾吉巴又在歡迎周恩来的宴會上對後者的主張表示疑问和不安，周恩来承認兩國的觀點不會總是一致，但希望突尼斯繼續和中華人民共和國接触、交流，以加深了解:9。
中華人民共和國和突尼斯在1964年1月建交，但當地的突尼斯政府親近美國，故該國與中華人民共和國的關係較為平淡:67。在1964年末至1965年上半年，突尼斯的领导人曾表示支持「兩个中国」的主張，批評中国共产党中央委员会主席毛泽东，指責中国實際上不支持国與国和平共处；此外，文化大革命后，中華人民共和國驻突尼斯使馆有工作人员採取流於硬銷的宣传手法，令突尼斯方面不满，更有政府高層发表反華言论:67。在這些事件的影響下，中華人民共和國關閉在突尼斯的大使館。
1970年代，不少国家與中華人民共和國建立外交關係，而突尼斯的政局也发生变化；加上毛里塔尼亚的斡旋，中華人民共和國和突尼斯的雙邊关系終於正常化，而中華人民共和國也重開驻突尼斯的大使館:159。對於中國代表權爭議，突尼斯曾建議中華人民共和國以「中國」的名義在聯合國佔有一席，而中華民國則以「台灣」的名義保留聯合國席位:83；突尼斯其後對聯合國大會2758號決議投贊成票，支持中華人民共和國取代中華民國的聯合國席位:170。
2017年2月16日，突尼斯单方面允许中国公民持普通护照免签证入境突尼斯90天，目前突尼斯公民前往中国仍需提前办理签证。
2024年5月31日，兩國宣佈建立中突战略伙伴关系。

## 經貿關係
- 中國大陸出口到突尼斯的商品（2012年）[12]
- 突尼斯出口到中國大陸的商品（2012年）[13]

中國大陸在2012年出口了12.8億美元到突尼斯，貨物包括機械設備、紡織品、金屬製品等；突尼斯則在同年出口了1.69億到中國大陸，貨物有紡織品、化工產品等。中華人民共和國被認為是突尼斯在亚洲的主要经贸伙伴。
2015年4月，中華人民共和國和突尼斯簽訂協議，決定成立「中突自由贸易区」，希望能促進两国之間的经贸关系、以及「一带一路」經濟戰略的发展；分析指，此舉令中華人民共和國能夠透過突尼斯，進入欧盟自由贸易区。

## 文化關係
2009年，中国国际广播电台和国家汉办聯同突尼斯的相關单位，在當地開辦「广播孔子课堂」，是首個設於阿拉伯国家的同類機構；該孔子课堂曾在突尼斯舉辦「中国文化日」，活動有中國剪紙教学、电影放映等，希望能向突尼斯青年展示中華文化。
中华人民共和国與突尼斯曾向对方的部分學生提供奖学金，並互相交換留学生，而中华人民共和国也有派遣中文教师到突尼斯；突尼斯高等语言学院已開設汉语本科教育，而汉语也是當地部分中学的選修科目。

## 援助
中華人民共和國支援突尼斯興建的項目有水利设施、太阳能照明示範、海蝦養殖中心等，也有突尼斯國家檔案館等文化项目。中華人民共和國也有派遣医疗队到突尼斯，医疗队曾到當地的建築工地，为工地的中國工人和突尼斯本地人进行义诊，提供推拿按摩等治療，中国已派遣了21批医疗队，共有900多名医生前往突尼斯提供医疗援助。

## 外部連結
- 中华人民共和国驻突尼斯共和国大使馆官方网站（简体中文）（法文）
  - 中華人民共和國駐突尼斯共和國大使館經濟商務處官方網站（简体中文）
- 突尼斯国家旅游局驻华代表处（简体中文）